# Pandemic Studios
Pandemic Studios je bio američki proizvođač videoigrara osnovan 1998., a od 2007. je pod vlasništvom Electronic Artsa. 2009. godine, tvrtka je službeno zatvorena. Sjedište tvrtke bilo je u Los Angelesu, Kalifornija. Poznatije videoigre Pandemic Studiosa bile su: Full Spectrum Warrior, Star Wars: Battlefront, Destroy All Humans!, Mercenaries: Playground of Destruction i The Saboteur.

## Vanjske poveznice
- Službena stranica